# Батукліанг
Батукліа́нг (індонез. Batukliang) — один з 12 районів округу Центральний Ломбок провінції Західна Південно-Східна Нуса у складі Індонезії. Розташований у північній частині. Адміністративний центр — селище Мантанг.
Населення — 72468 осіб (2012; 72095 в 2011, 71512 в 2010, 72298 в 2009, 71289 в 2008).

## Адміністративний поділ
До складу району входять 3 селища та 7 сіл:
| Населений пункт     | Населення, осіб (2010) | Населення, осіб (2012) |
| ------------------- | ---------------------- | ---------------------- |
| Аїк-Дарек, селище   | 11495                  | 9316                   |
| Барабалі, селище    | 11214                  | 11362                  |
| Бебер, село         | 8098                   | 8206                   |
| Буджак, село        | 8102                   | 8210                   |
| Мантанг, селище     | 8084                   | 8191                   |
| Мекар-Берсату, село | -                      | 2333                   |
| Пагутан, село       | 6807                   | 6899                   |
| Пересак, село       | 6328                   | 6413                   |
| Селебунг, село      | 6923                   | 7016                   |
| Тампак-Сірінг, село | 4461                   | 4522                   |